# Runenstein von Kallerup

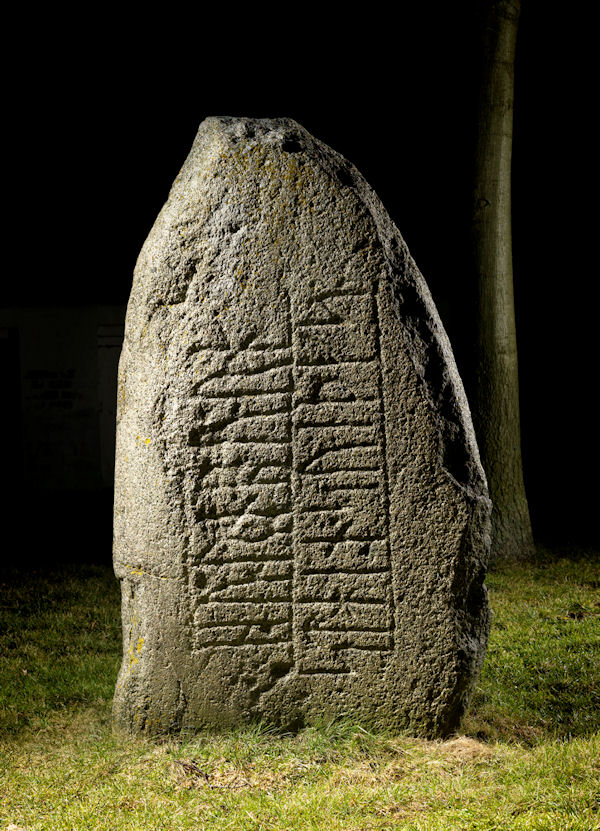
Kallerup-Stein

Der Runenstein von Kallerup (Sj 17, DR 250), auch Hedehusenesten oder Høje Tåstrup-sten bezeichnet, ist ein Runenstein der 1827 auf einem Acker bei dem dänischen Ort Kallerup auf Seeland gefunden wurde. Heute steht der Stein bei der Ansgarkirche im Ort Hedehusene in Gemeinde Høje-Taastrup. Der Stein weist einige Schälchen auf.
Der Granit-Stein ist etwa 165 cm hoch, etwa 85 cm breit und bis zu 70 cm stark. Die Inschrift auf dem Stein ist vermutlich zwischen 800 und 825 n. Chr. angebracht worden und lautet: „Hornbores Svides ætlings sten“ zu deutsch „Stein des Hornbore, Nachkomme des Svide“. Die Inschrift im älteren Futhark ist ungewöhnlich, da sie über und unter den Runen Linien benutzt, eine Praxis, die beim jüngeren Futhark nicht mehr üblich ist. Der Kallerupstein wird als Runenstein im RAK Stil, vom Typ Helnæs-Gørlev, der ältesten Klassifizierung eingestuft. Dies ist eine Einstufung für Inschriften, deren Enden gerade und ohne Drachen- oder Schlangenköpfe ausgeführt sind. 